# اسپهبد محمد
اسپهبد محمد می‌تواند در اشاره به یکی از اسپهبدان زیر باشد:
- محمد باوندی
- محمد یکم پادوسپانی
- محمد دوم پادوسپانی